# Varden (Zeitung)
Varden (wörtlich: Steinmännchen) ist eine norwegische lokale Tageszeitung, die seit 1874 in Skien erscheint und über Ereignisse im Fylke Telemark berichtet. Seit 1997 existiert auch eine täglich aktualisierte Onlineausgabe. Herausgeber ist Tom Erik Thorsen (seit 2014), Chefredakteurin ist Lena Beathe Arneberg, Vorsitzender des Verwaltungsrates ist Håvard Kvalheim. Die Firmenadresse ist Klostergata 30, 3724 Skien. Die Zeitung unterhält lokale Büros in Porsgrunn, Kragerø, Bø und Notodden. Sie ist im gemeinsamen Besitz von Polaris Media ASA (51 %) und Agderposten Medier AS (49 %).
Varden wurde im dritten Quartal 2023 durchschnittlich von 48.064 Personen online oder in gedruckter Form gelesen (laut Mediebedriftenes Landsforening, zitiert in). Damit konkurriert Varden mit Telemarksavisa um den Titel der größten Zeitung in Telemark.
Varden wurde vom späteren Stortingabgeordneten Johan Christian Tandberg Castberg gegründet, „um der wachsenden politischen und sozialen Basisbewegung eine Stimme zu geben, die organisatorisch mit der Liberalen Partei verbunden war.“ Ab Mitte der 1950er-Jahre jedoch wandte sich die Zeitung den Konservativen zu.

## Parteizeitung der Venstre

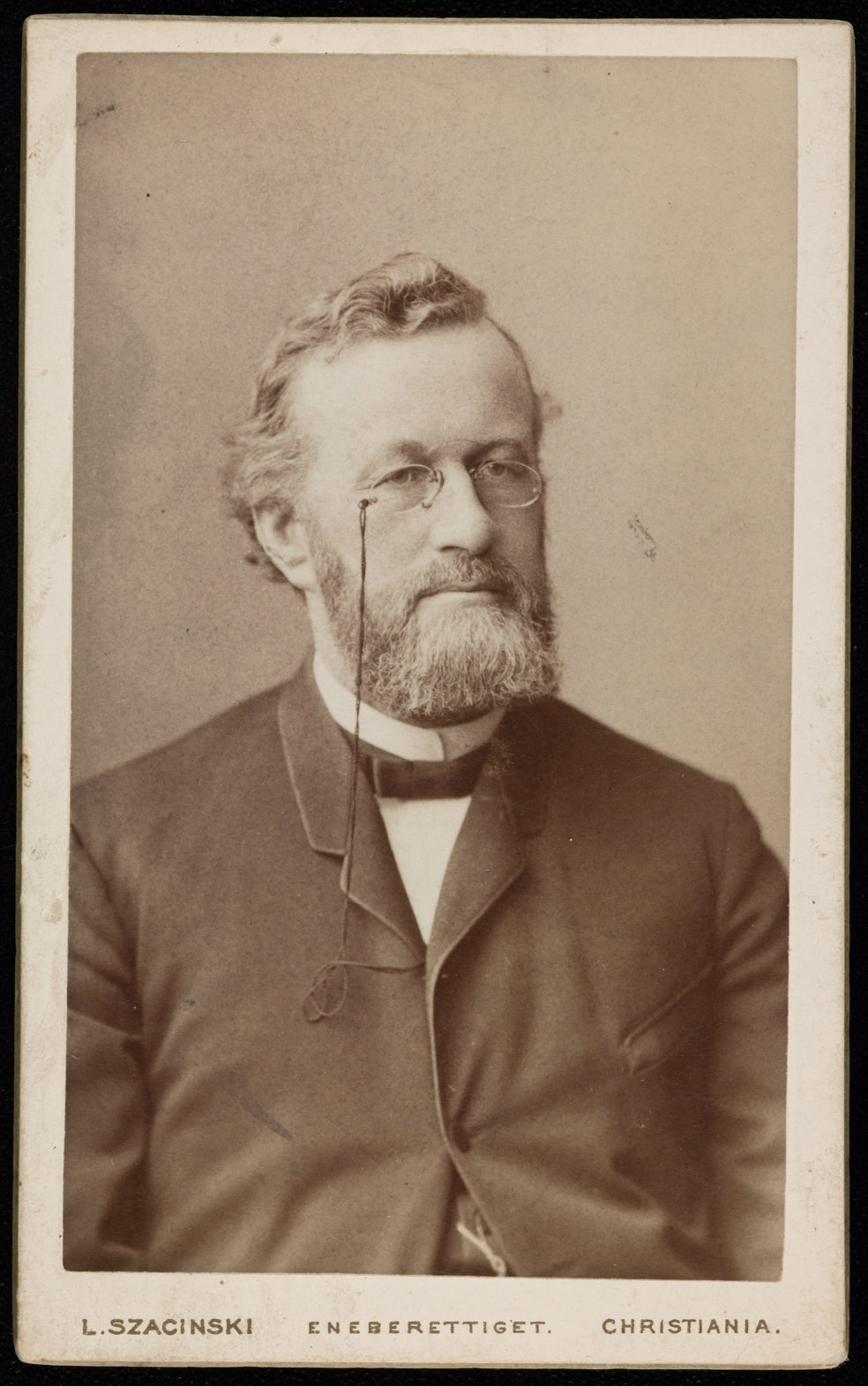
Der Gründer von Varden Johan Christian Tandberg Castberg, um 1888

Johan Christian Tandberg Castberg, der 1871 als Zollbeamter nach Skien versetzt worden war, engagierte sich in der Lokalpolitik, wurde Stadtrat und 1875 Bürgermeister. Zur Unterstützung seiner liberalen Agenda gründete er Varden, von der am 17. Dezember 1874 eine Probenummer erschien. Vom 1. Januar 1875 bis zum 15. September 1884 wirkte Castberg als Herausgeber und lieferte, ohne Namensnennung, zahlreiche Beiträge. 1877–1882 und erneut 1886–1888 vertrat er seine Stadt im Storting, in der zweiten Periode bereits als Vertreter der neu gegründeten Venstre. Als sich die Partei nach heftigen Auseinandersetzungen 1887–1888 in einen radikalen (Venstre) und einen gemäßigten (Moderate Venstre) Flügel aufspaltete, schloss Castberg sich den Radikalen an. „Der Radikalismus wurde von seinem Sohn, Minister Johan Castberg, übernommen und prägte die Zeitung für lange Zeit.“
„Varden engagierte sich schnell mit manchmal scharfen redaktionellen Ansichten, unter anderem als Verfechter des allgemeinen Wahlrechts. Auf lokaler Ebene unterstützte die Zeitung nachdrücklich den Ausbau der Vestfold-Eisenbahn und setzte sich klar für die Arbeiterbevölkerung im Bakken-Viertel von Skien ein, das nach dem Eindämmen des Hjellevatnet ständig mit Überschwemmungen zu kämpfen hatte.“
Bis 1888 erschien die Zeitung zweimal in der Woche, dann dreimal wöchentlich. Seit 1895 ist Varden Tageszeitung, seit 1918 als Aktiengesellschaft organisiert.
Nach der Auflösung der Union zwischen Schweden und Norwegen im Vertrag von Karlstad am 23. September 1905 wurde im Storting über die künftige Regierungsform Norwegens diskutiert. In der Frage ‚Monarchie oder Republik‘ vertrat Varden eine klare Linie: „Unsere Erfahrungen mit dem Königtum sind nicht gut, denn wir sind sowohl von schwedischen als auch von dänischen Prinzen verdorben worden. Und das Königtum ist an sich eine Institution, gegen die sich jeder gesunde Menschenverstand wendet.“ (zitiert bei). Während am 13. November 1905 die Bevölkerung der übrigen Provinzen für die Monarchie stimmte, sprach sich in Telemark (damals Amt Bratsberg) die Mehrheit für die Republik aus. Dies war großteils das Verdienst der Zeitung, deren Profil auch durch bekennende Republikaner wie Viggo Ullmann und Halvdan Koht geschärft wurde.

## Entwicklung seit 1945

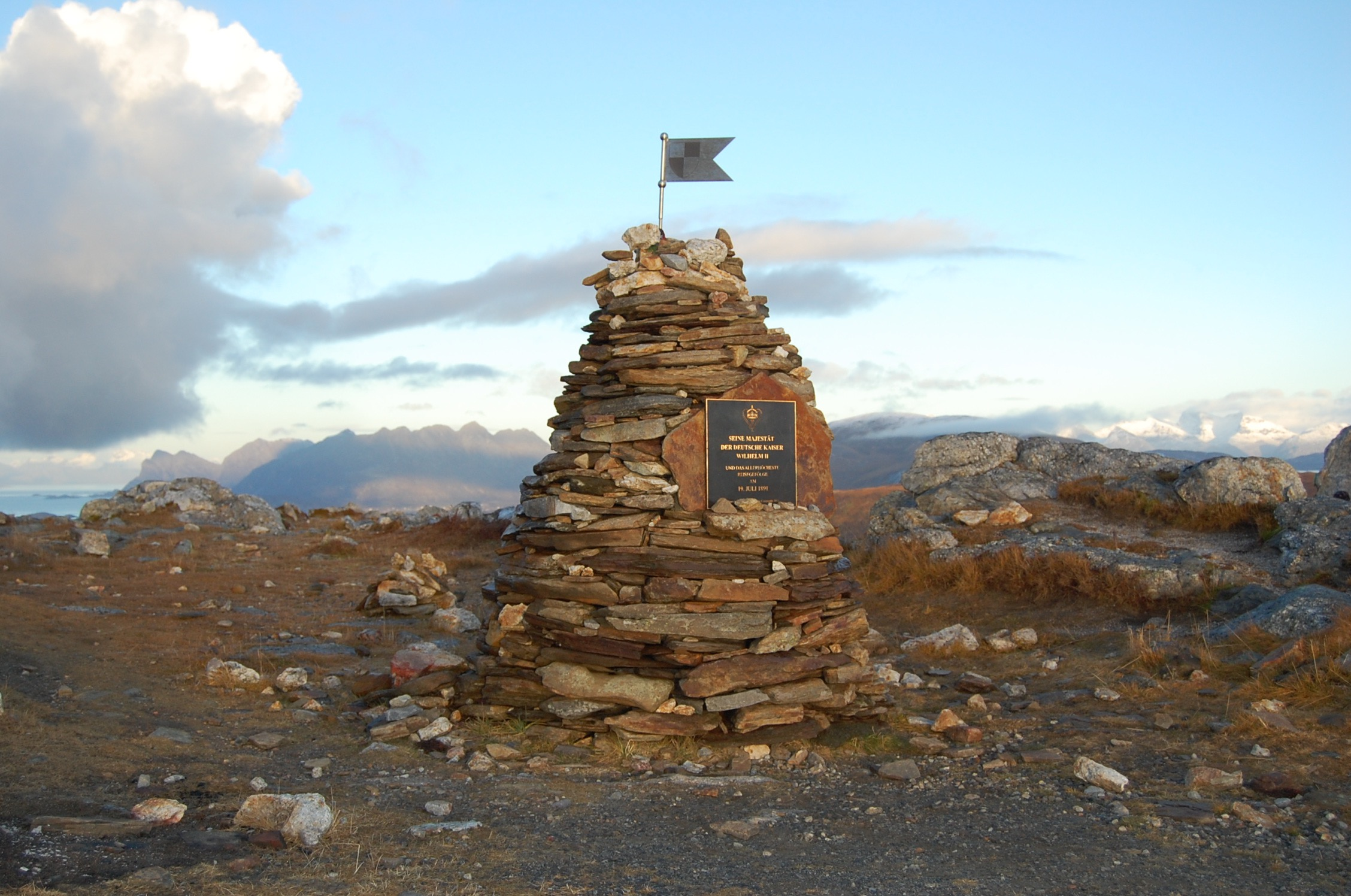
Ein Steinmännchen (Varden) auf dem Keiservarden (Bodø)

Nach der deutschen Besetzung Norwegens wurde der Herausgeber Roald Kristoffersen abgesetzt und die Zeitung durch einen Vertreter der Nasjonal Samling geleitet. Kristoffersen war erneut Herausgeber, als es 1953 zum Bruch der Zeitung mit der Venstre kam. Die Partei hatte im Parlament die so genannten Thagaard-Preisgesetze (thagaardske prislover) über die staatliche Festlegung der Preise unterstützt, mit denen die von der Arbeiderpartiet gestellte Regierung Torp die 1945 eingeführten provisorischen Regelungen auf eine dauerhafte Basis stellen wollte. Die vorgeschlagenen starken Eingriffe in die Wirtschaft standen „so sehr im Widerspruch zu den liberalen Traditionen der Zeitung, dass Varden zur Unterstützung der Konservativen überging.“ Bis etwa 1990 vertrat Varden eine deutlich rechtsgerichtete Linie.
1954 erwarb Varden die ebenfalls rechtsgerichtete Zeitung Fylkesavisen und 1967 das Rjukan Dagblad. Zu der Zeit wurde das ebenfalls in Skien erscheinende Telemark Arbeiderblad (TA) ein ernsthafter Konkurrent, der in den 1980er-Jahren die größere Zeitung und die größte Zeitung in Telemark war. 1988–2000 lag dann wieder Varden voran; seit der Jahrtausendwende hat Telemarkavisa – wie TA seit 1995 heißt – „einen spürbaren Vorsprung bei den Auflagenzahlen erlangt.“
Varden war bis 1994 im Eigentum lokaler Unternehmer. Dann verkauften Herausgeber Bjørn Jacobsen und andere Familienmitglieder ihre Anteile an den Medienkonzern Orkla Media. Diese Anteile wurden mehrmals weiterverkauft, bis 2012 die jetzigen Eigentumsverhältnisse zustande kamen. Die Zeitung gehört nun zu 51 % Polaris Media ASA und zu 49 % Agderposten Medier AS.
2001 wechselte Varden zum Tabloid-Format.

## Auflagezahlen
(Quelle: )
Die Auflagenzahlen bis einschließlich 2015 gelten nur für die Papierausgabe. Ab 2020 werden die Nettoauflagenzahlen für digitale und Papierabonnements verwendet. Quelle sind die von den Zeitungen an den norwegischen Medienverband (Mediebedriftenes Landsforening) gemeldeten Auflagenzahlen für die zweite Jahreshälfte.
| Jahr | Auflage |
| ---- | ------- |
| 1920 | 12.000  |
| 1932 | 12.000  |
| 1950 | 15.704  |
| 1959 | 19.617  |
| 1979 | 24.175  |
| 1993 | 33.973  |
| 2000 | 31.389  |
| 2008 | 26.091  |
| 2015 | 19.436  |
| 2020 | 18.497  |
| 2023 | 16.465  |